# Dorfkirche Meetschow

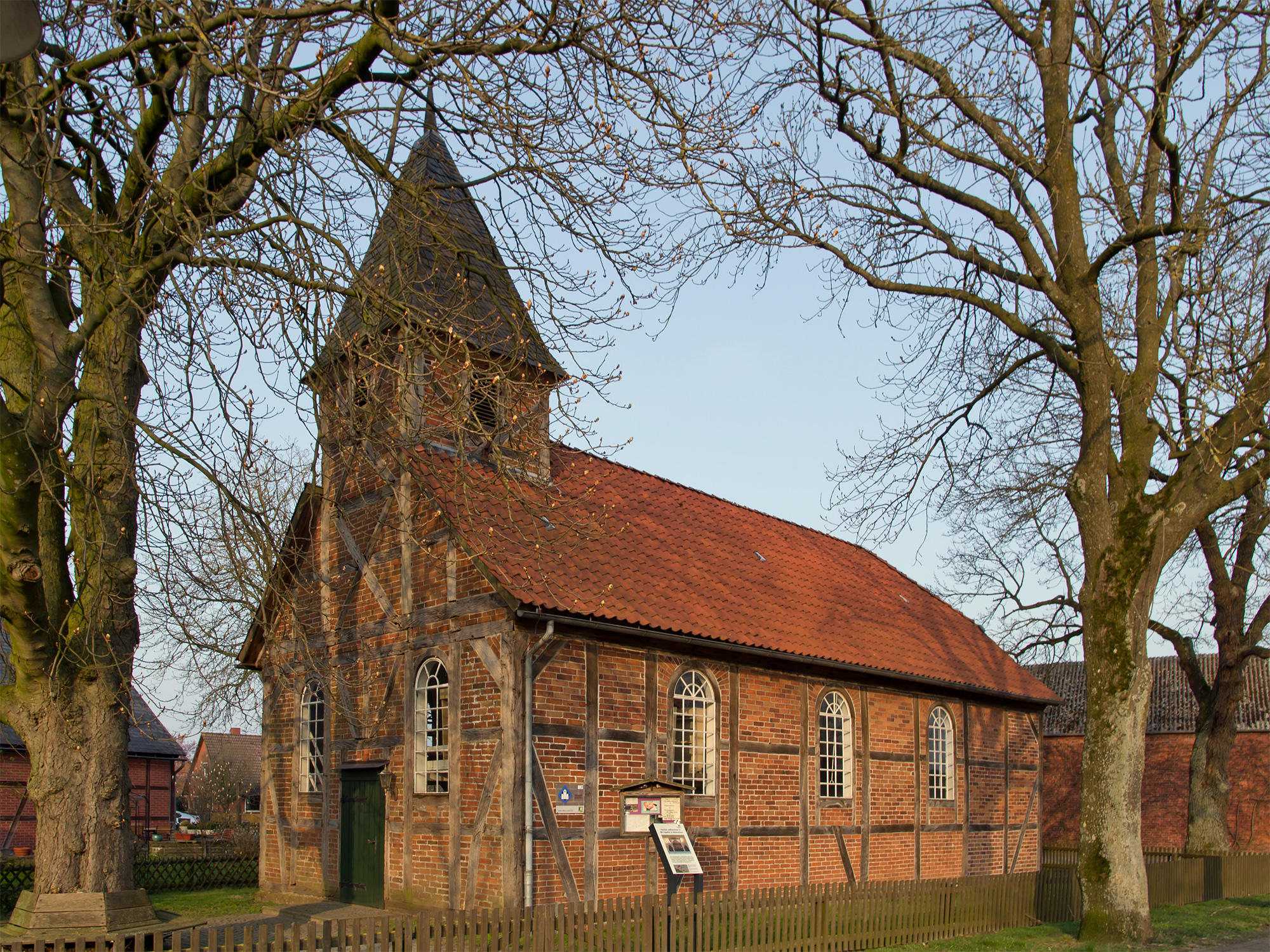
Dorfkirche Meetschow

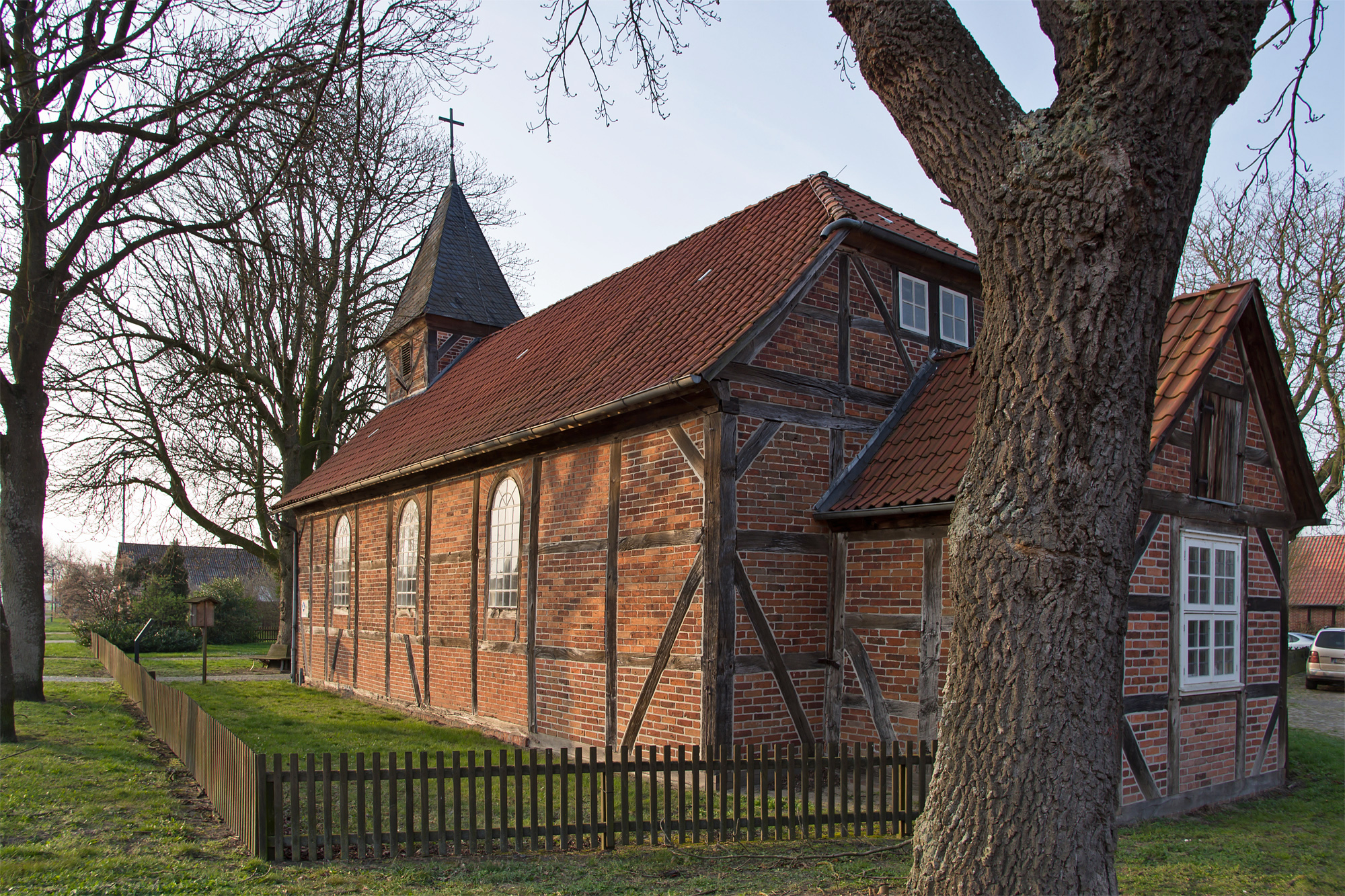
Rückansicht

Die Dorfkirche in Meetschow ist eine evangelische Kapelle. Die Kapellengemeinde gehört zur Kirchengemeinde St. Georg in Gartow im Kirchenkreis Lüchow-Dannenberg. Sie wurde vermutlich 1731 am nordwestlichen Rand des Dorfes errichtet. Ihr heutiges Erscheinungsbild geht auf einen Umbau im Jahr 1864 zurück.

## Beschreibung
Bei ihrem Bau bildete die Kapelle die nordwestliche Flanke des sich um ein Wegekreuz gruppierenden Dorfes. Auf rechteckigem Grundriss entstand ein schlichter Saalbau, der nach oben mit einem Satteldach abschließt. Ein Gefüge aus Ziegelfachwerk bildet die Außenwände. An der Westseite ist ein quadratischer Dachreiter mit Zeltdach und Kreuz aufgesetzt. An der Ostseite ist eine kleine Sakristei angebaut. Der Zugang zur Kapelle erfolgt über die westliche Seite.
Der Innenraum wird von einer flachen Holzbalkendecke überspannt. An der Westseite ist eine Empore eingezogen, die die Orgel trägt, an der Ostseite befindet sich ein Kanzelaltar. Die Ausstattung stammt aus der Erbauungszeit.
Die Kirchengemeinde Gartow klagt für die Kapellengemeinde gegen die weitere Erkundung des Salzstockes Gorleben zur Endlagerung von Atommüll.